# Estado arquipelágico

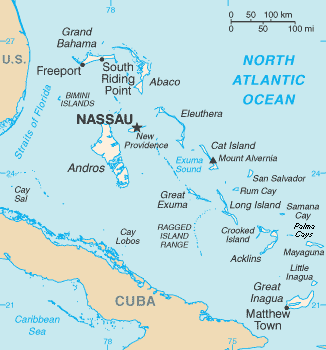
Mapa das Bahamas

Um Estado arquipelágico é uma designação usada para certos países insulares que consistem em um arquipélago.  A designação é legalmente definida pela Convenção das Nações Unidas sobre o Direito do Mar. 
Em várias conferências, Fiji, Indonésia, Papua Nova Guiné, Bahamas e Filipinas são os cinco estados soberanos originais que obtiveram aprovação na Convenção das Nações Unidas sobre o Direito do Mar assinada em Montego Bay, Jamaica, em 10 de dezembro de 1982 e qualificados como estados arquipelágicos

## Definição jurídica

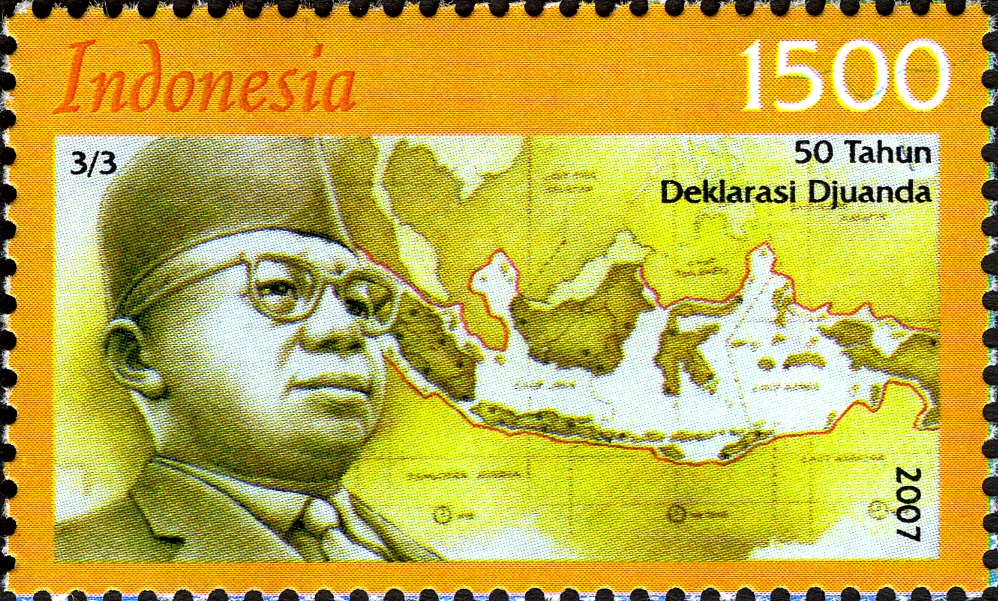
Selo indonésio que comemora a declaração do primeiro-ministro Djuanda sobre o caráter arquipelágico do estado indonésio em 1957

A Convenção das Nações Unidas sobre o Direito do Mar define um arquipélago como: 
"Um grupo de ilhas, incluindo partes de ilhas, águas contíguas e outras características naturais que têm relações tão estreitas entre si que, inerentemente, formam um todo geográfico, econômico e político, ou são historicamente considerado como tal."
Estados arquipelágicos são estados compostos de grupos de ilhas que formam um estado como uma única unidade, com as ilhas e as águas dentro das linhas de base como águas internas.  De acordo com este conceito ("doutrina arquipelágica"), um arquipélago será considerado como uma unidade única, de modo que as águas em redor, entre e ligando as ilhas do arquipélago, independentemente da sua largura e dimensões, fazem parte das águas internas dos Estados e estão sujeitas à sua soberania exclusiva 
A passagem inocente não é considerada suficiente para garantir a navegação marítima internacional. Assim, as grandes nações marítimas reivindicaram um direito mais amplo, descrito como "direito de passagem inocente pelas rotas marítimas arquipelágicas, sob condições semelhantes às da "passagem em trânsito" pelos estreitos.. Este direito de passagem inocente, no entanto, não é totalmente reconhecido pela Indonésia, que gostaria de impor rotas obrigatórias cruzando o arquipélago, com aviso prévio, especialmente para navios de guerra.
A aprovação das Nações Unidas para os cinco Estados soberanos como Estados arquipélagos respeita os acordos existentes com outros países e reconhece os direitos tradicionais de pesca e outras actividades legítimas dos países vizinhos imediatamente adjacentes em certas áreas situadas nas águas arquipelágicas.  Os termos e condições para o exercício de tais direitos e atividades, incluindo a natureza, a extensão e as áreas a que se aplicam, serão, a pedido de qualquer um dos países envolvidos, regulados por acordos bilaterais entre eles.  Tais direitos não serão transferidos ou compartilhados com países terceiros ou seus nacionais. 

## Lista
| País                     | Continente       | Região              |
| ------------------------ | ---------------- | ------------------- |
| Austrália                | Oceânia          | Australásia         |
| Bahamas                  | América do Norte | Índias Ocidentais   |
| Cabo Verde               | África           | Macaronésia         |
| Chipre                   | Europa           | Europa meridional   |
| Comores                  | África           | África Oriental     |
| Cuba                     | América Central  | Antilhas            |
| Fiji                     | Oceânia          | Melanésia           |
| Filipinas                | Ásia             | Sudeste Asiático    |
| Groenlandia              | América do Norte |                     |
| Haiti                    | América Central  | Antilhas            |
| Ilhas Marshall           | Oceânia          | Micronésia          |
| Ilhas Salomão            | Oceânia          | Melanésia           |
| Indonésia                | Ásia             | Sudeste Asiático    |
| Irlanda                  | Europa           | Europa Setentrional |
| Islândia                 | Europa           | Europa Setentrional |
| Jamaica                  | América Central  | Antilhas            |
| Japão                    | Ásia             | Extremo Oriente     |
| Kiribati                 | Oceânia          | Micronésia          |
| Madagascar               | África           | África Oriental     |
| Maldivas                 | Ásia             | Ásia Meridional     |
| Malta                    | Europa           | Europa meridional   |
| Micronésia               | Oceânia          | Micronésia          |
| Nova Zelândia            | Oceânia          | Australásia         |
| Palau                    | Oceânia          | Micronésia          |
| Papua Nova Guiné         | Oceânia          | Melanésia           |
| Reino Unido              | Europa           | Europa Setentrional |
| República Dominicana     | América Central  | Antilhas            |
| São Tomé e Príncipe      | África           | África Central      |
| São Vicente e Granadinas | América Central  | Antilhas            |
| Seychelles               | África           | África Oriental     |
| Sri Lanka                | Ásia             | Ásia Meridional     |
| Taiwan                   | Ásia             | Extremo Oriente     |
| Tuvalu                   | Oceânia          | Polinésia           |
| Vanuatu                  | Oceânia          | Melanésia           |